# رناتو مامبور
رناتو مامبور (ایتالیایی: Renato Mambor؛ ‏ ۴ دسامبر ۱۹۳۶ – ۶ دسامبر ۲۰۱۴) نقاش، عکاس و بازیگر اهل ایتالیا بود.
از فیلم‌هایی که وی در آن نقش داشته‌است، می‌توان به زندگی شیرین ورژ لب اشاره کرد.